# 市川市立鬼高小学校
市川市立鬼高小学校 (いちかわしりつ おにたかしょうがっこう) は、千葉県市川市鬼高にある公立小学校。

## 歴史
昭和31年11月15日に市川市立中山小学校から分離独立開校した。
昭和37年に文部科学省から体育優良校指定を受けた。昭和45年にB棟、昭和48年にC棟が完成し、それぞれ共用が開始された。同年、文部科学省より全国SAL読書優良指定を受けた。昭和48年に体育館が落成し、供用を開始した。昭和58年に市川市立大和田小学校に学区が分離。平成2年には同校の管弦楽部がTBS子ども音楽コンクールで全国1位を、平成4年には文部大臣奨励賞を受賞した。これらのコンクールの結果を受けニュージーランドへの派遣が行われた。平成16年に文部科学省より読書活動優秀実践校に指定された。平成25年に校舎耐震補強工事を行い、現在に至る。

## 学区
市川市鬼高1丁目-4丁目、鬼越1丁目1-18番、鬼越2丁目、高石神34-39番、南八幡1丁目23-25番、南八幡2丁目1-20番、22-25番

## 校歌
作詞者は薮田義雄、作曲者は松本民之助。

## 交通
- JR総武線下総中山駅より徒歩10分。
- 京成本線鬼越駅より徒歩8分。